# غاغناو
غاغناو (بالألمانية: Gaggenau) هي Grosse Kreisstadt، مدينة وبلدة ألمانية تقع في ألمانيا في راستات. يقدر عدد سكانها بـ 29,709 نسمة .

## المدن التوأمة
مدن أنيماس وSieradz هي مدن توأمة لـغاغناو.